# 동성애 긍정적 심리치료
동성애 긍정적 심리치료는 비-이성애자, 특히 게이 및 레즈비언 내담자에 초점을 맞춘 심리치료다. 이는 성적 지향에 대한 진정성과 자기 수용을 위해 노력하며 위안을 얻는 내담자에 초점을 맞춘다. 그리고 이는 그들을 이성애자로 "바꾸려" 하거나 동성에 대한 "욕구와 행동"을 "제거하거나 없애려" 하지 않는다. 미국심리학회(APA)는 동성애 긍정적 심리치료를 위한 지침과 자료를 제공한다. 긍정적 심리치료는 전세계의 과학적인 컨센서스에 따라 동성애 또는 양성애가 정신 질환이 아님을 밝힌다. 사실은 동성애자 정체성을 받아들이고 긍정하는 것이 다른 정신 질환이나 약물 남용에서 회복되는 핵심 요소가 된다. 동성애적 행동에 반하는 종교적 믿음을 지닌 내담자는 갈등하는 종교적 자아와 성적 자아의 다른 통합법을 필요로 할 수 있다.

## 지침
지난 수백 년간 동성애를 정신 질환으로 본 것과 반대로, 현대 정신의학 지침은 대신 심리치료사들이 환자가 성적 지향보다는 동성애에 대한 낙인을 극복하도록 돕도록 장려한다. 일부 정신건강 전문가들은 특히 연령, 인종, 종교와 같은 요소와 관련한 커밍아웃 과정의 사회적 어려움에 익숙치 않기 때문에, APA는 그들이 동성애자와 양성애자가 마주하는 다양한 차별을 이해하도록 독려한다. 많은 게이 및 레즈비언이 그들의 가족에게 거부당하고, 자신들의 가족 관계와 지원 체계를 형성한다. 이것 역시 익숙치 않을 수 있어 정신 건강 전문가들은 가족을 대신하는 확장된 관계의 다양성을 고려해야 한다. 어떤 내담자에게 동성간 끌림에 따라 행동하는 것은 그의 종교적 믿음과 충돌하여 만족스러운 해결책이 아닐 수 있다. 공인된 정신 건강 종사자는 그러한 상황에 독신을 권하거나 배제하지 않는 방식으로 접근한다.

## 연구
동성애 긍정적 심리치료의 떠오르는 연구분야로, 종교적 배경의 LGBTQ 개인을 그들의 성적 정체성 또는 성 정체성에 편안함을 느끼도록 돕는 과정과 관련이 있다. 임상 보고서의 내러티브 분석은 종교적인 남성 동성애자와 가족들이 치료 맥락에서 논한 대부분의 갈등이 가족과 자아, 종교의 상호작용과 관련있음을 함의한다. 임상가들은 남성 동성애자와 그 가족이 신 자체보다 종교적인 기관, 공동체, 실천 때문에 더 고생한다고 보고한다. Journal of Homosexuality에서 Chana Etengoff와 Colette Daiute는 임상가들이 이러한 긴장을 자기 인식의 강화와 세속적인 지원(예를 들면 PFLAG)의 탐색, 가족 구성원간의 긍정적인 의사소통 강화 같은 조정 전략의 강조로 해결한다고 보고했다.

## 임상 연구 결과
동성애-양성애 긍정적 인지 행동 치료(LGB-Affirmative Cognitive-Behavioral Therapy)는 우울(Depression)을 69.79%[β=-2.43], 알코올 남용(Alcohol abuse)을 95.16%[β=-3.79], 성 의존증(Sexual
addiction)을 109.13%[β=-5.09], 불안 장애(Anxiety disorder)를 62.96%[β=-2.14] 낮추는 것으로 드러났다.

## 독일 정부의 조치
2008년 3월, 독일 연방 정부는(CDU/SPD) 동성애가 질병이 아니고 전환 치료는 위험한데다가 동성애자를 돕지 않는다고 전문가 컨센서스를 요약했다. 의회 질의에 대한 정부 답변에 따르면 성적 지향의 자발적인 변화는 그런 시도가 개인적인 피해를 유발할 수 있기에 선택지가 아니다. 독일 정부는 또한 동성애 긍정적 심리치료가 내담자를 도울 수 있다고 주장했다.

## 문헌
- Adelman, M. (1990). Stigma, gay lifestyles, and adjustment to aging: A study of later-life gay men and lesbians. Journal of Homosexuality, 20(3-4), 7-32.
- Allen, M., & Burrell, N. (1996). Comparing the impact of homosexual and heterosexual parents on children: Meta-analysis of existing research. Journal of Homosexuality, 32(2), 19-35.
- Allison, K., Crawford, I., Echemendia, R., Robinson, L., Knepp, D. (1994). Human diversity and professional competence: Training in clinical and counseling psychology revisited. American Psychologist, 49, 792-796.
- American Psychological Association. (1998). Appropriate therapeutic responses to sexual orientation in the proceedings of the American Psychological Association, Incorporated, for the legislative year 1997. American Psychologist, 53(8), 882-939.
- Browning, C. (1987). Therapeutic issues and intervention strategies with young adult lesbian clients: A developmental approach. Journal of Homosexuality, 14(1/2), 45-52.
- Buhrke, R. (1989). Female student perspectives on training in lesbian and gay issues. Counseling Psychologist, 17, 629-636.
- Cabaj, R., & Klinger, R. (1996). Psychotherapeutic interventions with lesbian and gay couples. In R. Cabaj & T. Stein (Eds.), Textbook of homosexuality and mental health (pp. 485–502). Washington, DC: American Psychiatric Press.
- Canadian Psychological Association. (1995). Canadian code of ethics for psychologists. [On-line]. Available: http://www.cycor.ca/Psych/ethics/html%5B깨진+링크(과거+내용+찾기)%5D
- Cornett, C. (1993). Affirmative Dynamic Psychotherapy With Gay Men. New York: Jason Aronson Press. ISBN 978-1-56821-001-8
- Etengoff, C. & Daiute, C., (2015). Clinicians’ perspectives of religious families’ and gay men’s negotiation of sexual orientation disclosure and prejudice, Journal of Homosexuality, 62(3), 394-426. doi: 10.1080/00918369.2014.977115
- Richard Isay,  (1993). Schwul sein. Die psychologische Entwicklung des Homosexuellen. München: Piper. ISBN 3-492-11683-3 (Original 1989: Being homosexual. Gay men and their development. New York: Farrar, Straus, and Giroux.)
- Journal of Gay & Lesbian Psychotherapy, Homosexuality and Psychoanalysis revisited, 2002,  6. ed., Nr. 1
- Lebolt, J. (1999). Gay affirmative psychotherapy: A phenomenological study. Clinical Social Work, 27 (4), 355-370.
- Pachankis, J. E., & Goldfried, M. R. (2004). Clinical issues in working with lesbian, gay, and bisexual clients.  Psychotherapy:  Theory, Research, Practice, and Training, 41, 227-246.
- Udo Rauchfleisch,  (2002). Gleich und doch anders: Psychotherapie und Beratung von Lesben, Schwulen, Bisexuellen und ihren Angehörigen. Stuttgart: Klett-Cotta. ISBN 3-608-94236-X
- Kathleen Ritter and Anthony Terndrup, (2002). Handbook of Affirmative Psychotherapy with Lesbians and Gay Men. New York: Guilford. ISBN 1-57230-714-5

## 같이 보기
- 심리치료
- 성적 지향
- 동성애 혐오
- 성적 지향 전환 시도
- 자아 이질적 성적 지향
- 소수자 스트레스